# コロッケ

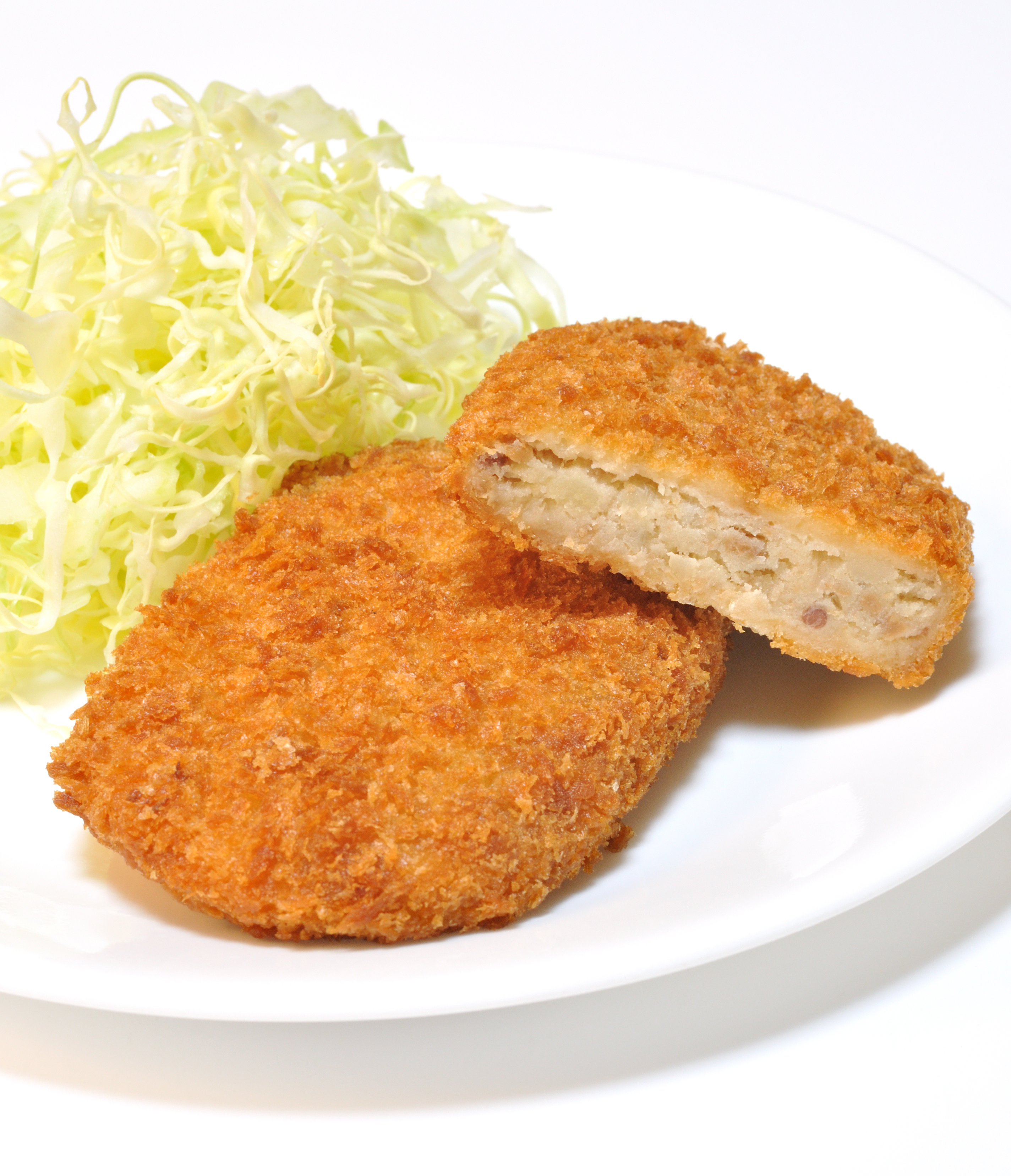
ジャガイモのコロッケ

コロッケ（Korokke）は、茹でて潰したジャガイモやクリームソースに挽肉や野菜などを混ぜ合わせ、丸めて衣で包み、食用油でフライ状に揚げた、日本の洋食の一つ。西洋料理のクロケット（仏: croquette、蘭: kroket）を模倣して考案された。単にコロッケといった場合はジャガイモを使ったものを指し、クリームソースを使ったものはクリームコロッケと呼ばれて区別される。日本国外に逆輸出された日本式コロッケは、日本語そのままに "Korokke" と呼ばれている。潰したジャガイモを使用したカツであり、ジャガイモの代わりに魚を具材に使用した場合は魚カツと呼ばれる。

## 概要

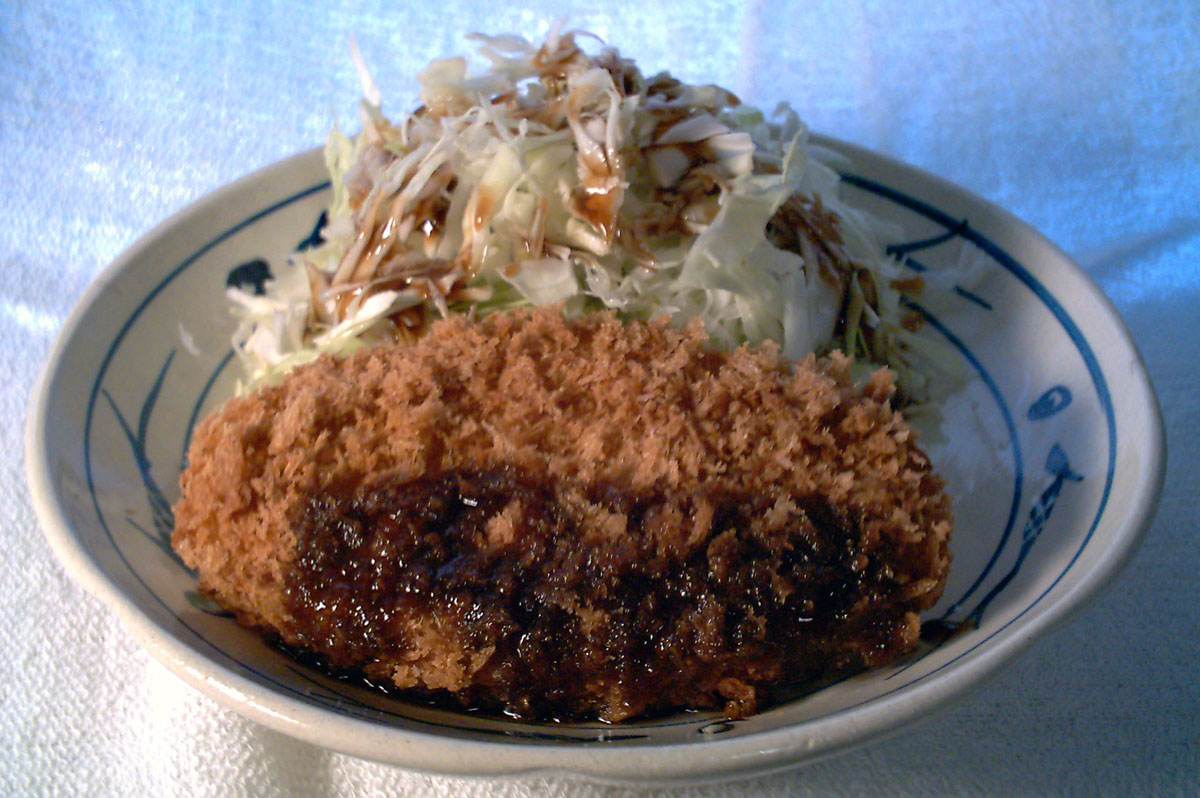
コロッケとキャベツの繊切りにソースをかけた調理の一例

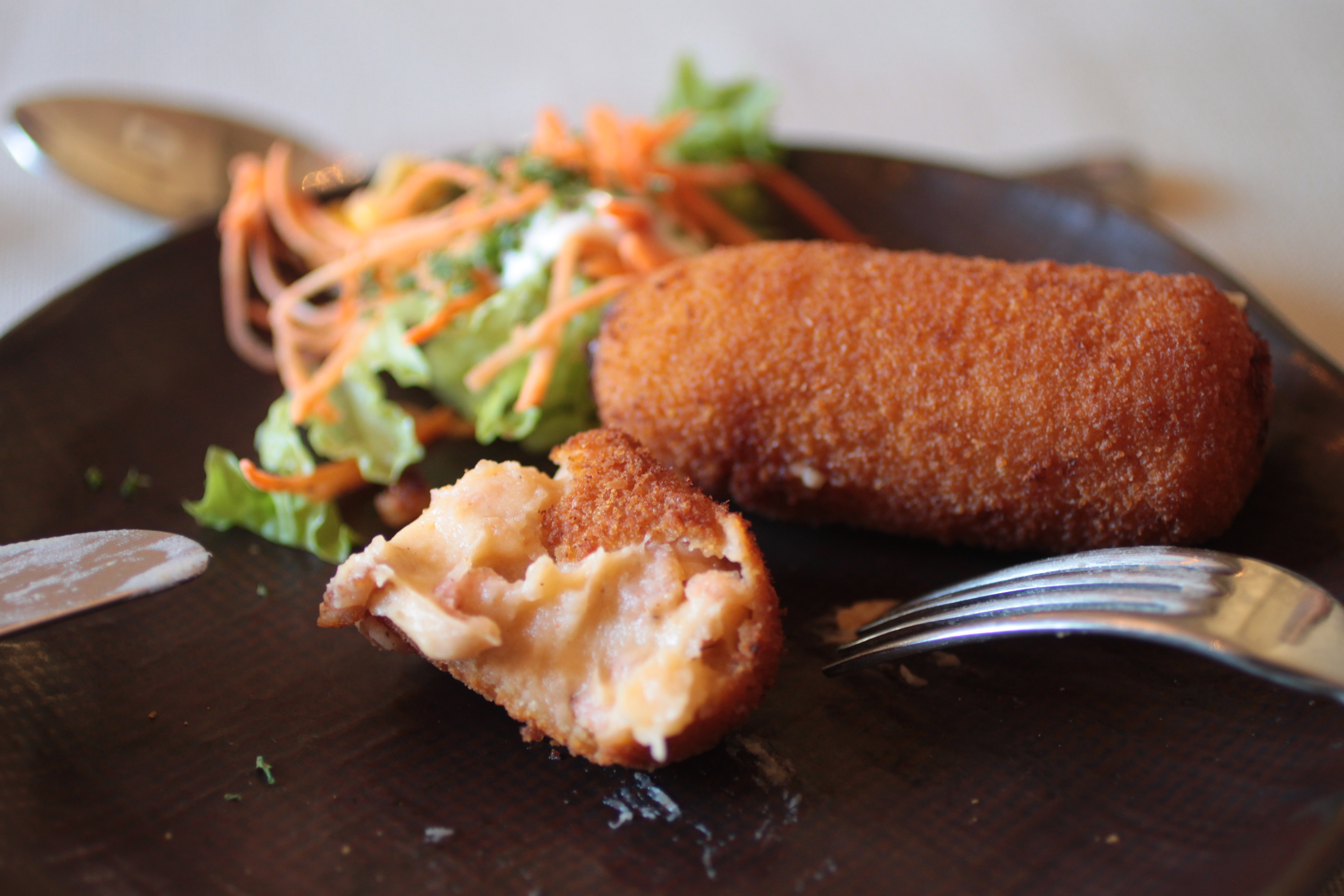
海老クリームコロッケ

茹でたジャガイモを潰したマッシュポテトをベースとする庶民的な通常のコロッケ（ポテトコロッケ）と、ベシャメルソースを用いる洋食屋のクリームコロッケに大別される。これらの種にポテトコロッケは挽肉、みじん切りの炒めタマネギ、クリームコロッケはカニなどの魚介類などを混ぜ込み、俵型や小判型、勾玉型などに成形した後、小麦粉、とき卵、パン粉の順で衣をつけ、油で揚げて作られる。中身のソフトな食感と香ばしい衣との対照感を味わう料理であるため、揚げたてのカリッとした仕上がりが尊ばれる。
トンカツ、カレーライスと共に大正の三大洋食の一つとされており、大正末期から昭和の初めにかけての洋食大衆化の中で都市部の日本人に広く普及した。今日では家庭で調理されるほか、精肉店などでお惣菜としても販売されており、非常にポピュラーな料理となっている。
トッピングとして立ち食いそば・うどん店やカレーライス店で使われるほか、サンドイッチや惣菜パン、卵とじの具として用いられることもあり、広く親しまれている。揚げる前の種にカレーなどの風味を付けるコロッケもあるほか、ウスターソースやトマトケチャップや醤油など調味料をかけて食べるのが一般的である。
洋食の例に漏れず日本独自の進化を遂げたコロッケ（Korokke）は、日本国外でも日本料理の一つとして紹介されるようになった。特に西洋のパン粉と異なる日本スタイルのパン粉（Japanese style breadcrumbs、もしくはそのまま "PANKO" と呼ばれる）を使う日本式揚げ物の衣は、西洋のフライとは違った食感を持つということで区別される傾向がある。

## 歴史
ジャガイモのコロッケはヨーロッパ各国にみられる古典的な付け合せ料理であり、起源を特定するのは困難である。正確な記録や定説は存在しないが、明治時代の文明開化の中でフランス料理やイギリス料理の一つとして日本にもたらされたものと考えられる。1872年（明治5年）に刊行された『西洋料理指南』（敬学堂主人著）にはポテトコロッケの作り方が掲載されている。
フランスのクロケット (croquette) は、ホワイトソースのアパレイユ（ミンチにした魚肉や鶏肉などとベシャメルソースを混ぜたもの）にパン粉をつけて調理したもので、現在の日本のクリームコロッケと同じである。日本の文献では1872年刊行の『西洋料理通』（仮名垣魯文著）にホワイトソースの作り方が掲載されており、現在のクリームコロッケも当時の日本に存在していたと推測される。
日本の文献に「コロツケ」の語が登場するのは、1887年（明治20年）刊行『日本・西洋・支那三風料理滋味之饗奏』（赤志忠雅堂、伴源平編）、1888年（明治21年）刊行『軽便西洋料理法指南』（マダーム・ブラン述・洋食庖人編）であり、後者にはメンチコロッケのレシピも記載されている。1893年（明治26年）刊行の『割烹受業日誌』は高知尋常中学校の卒業生が在学中の調理実習ノートを元に編纂された書籍であり、ここに「ころつけ」としてポテトコロッケのレシピが記載されていることから、明治26年までには高知県でもコロッケが普及していたものと推測される。1895年（明治28年）の女性誌『女鑑』には、「コロツケ」としてポテトコロッケが紹介され、「仏蘭西コロツケ」としてエビとベシャメルソースを用いたクロケット状の料理を紹介している。
こういった文献から、「コロッケ」の語そのものはフランス料理の「クロケット」から派生した語であるが、日本では現在のポテトコロッケを「コロッケ」と呼んでおり、「〇〇コロッケ」と具材名を付けたものが登場するまでは、コロッケとはポテトコロッケを意味する語であったと推測される。
1905年（明治38年）刊行の『欧米料理法全書』（田沼商会、高野新太郎編）、1908年（明治41年）刊行の『最新和洋料理法』（中川明善堂、割烹研究会編）には「ポテート クロケ」、「馬鈴薯のコロツケー」が記載されており、併せてサツマイモを用いたスイートポテトコロッケも紹介されており、ジャガイモのポテトコロッケ以外の総称として「コロッケ」という語が認識されるようになった。
1905年（明治38年）頃より、東京銀座の洋食店「煉瓦亭」がメニューに初めてクリームコロッケを載せている。4代目主人によれば、当時はあくまで賄い料理であり、客に出した店はそれまでなかったという。
1917年（大正6年）当時、洋食の豚カツは13銭、ビーフステーキは15銭だったのに比べ、コロッケは25銭と高価な料理であった。またこの年には、「ワイフ貰って嬉しかったが、いつも出てくるおかずはコロッケ♪」という歌詞の「コロッケの唄」（作詞：益田太郎冠者）がヒットしている。
安価な惣菜としてのコロッケは1917年（大正6年）の東京「長楽軒」のメニューに端を発し、ここのコック阿部清六が関東大震災後の1927年（昭和2年）に立ち上げた精肉店「チョウシ屋」での商品化により、肉屋の惣菜としてのコロッケの地位は揺るぎないものとなった。肉屋において多量に生じる、切断面の黒ずみで見栄えの悪くなった肉や細切れ肉、揚げ油に使えるラードなどの利用が、より安価なコロッケを提供できるようになった理由として挙げられる。
元々が汎用性の高い料理法であったこともあり、こうして日本の食卓に定着したコロッケは各家庭や店ごとに様々な食材やアイデアを受け入れ、日本独自の料理としてのバリエーションが広がっていった。
調理が手軽で安価なことから、昭和後期頃からは日本各地で町おこしのためのご当地グルメとしても販売され、手軽な「おやつ」としても販売されるようになった。ご当地コロッケとしては、「第1回全国コロッケフェスティバル」で優勝した富山県高岡市の高岡コロッケとコロッケグランプリで2年連続金将を受賞した群馬県高崎市の高崎オランダコロッケが著名である。このほかに「全国手づくりコロッケコンテスト」で金賞を受賞した山口県山口市の昭ちゃんコロッケなどもある。

## 調理
「肉屋のコロッケはうまい」との世評があるのは、揚げるために使用されている新鮮なラードに由来する、との通説がある。なお、惣菜のコロッケには砂糖を加えることが多く、これによってコロッケは保水力が保たれ、甘くしっとりと仕上がる。また、料理店のコロッケは見栄えのよい俵型にまとめられ、惣菜のコロッケは狭い調理場内で縦に並べるために平たい小判型として成形されることが多い。
具の水分量が多いと揚げ調理の際に破裂しやすいとされているが、東京家政大学教授の長尾らは油の温度が高いほど破裂しやすく、表面付近の水分量が大きな影響を与えていると報告している(長尾 et al. 1988)。調理時の破裂を防止する方法として、冷凍によるマイナス20℃や冷蔵による5℃程度への冷却が有効とされている(長尾, 畑江 & 島田 1991)。

## 食中毒
余熱による内部温度上昇は見込めるものの俵形状にした場合、具材内部の温度は上昇しにくい。また、油温が高いと、適度な揚げ色になった時点でも中心温度の上昇は不十分とされる。したがって、一般的に食中毒を防ぐ加熱条件の「75℃で1分以上の加熱」に至りにくいため、具材は事前に十分に加熱したうえで混ぜ合わせ、成形される必要がある。なお、加熱不十分な具材を混ぜたことによる食中毒事例が報告されている。また、市販品冷凍コロッケに表記されている調理条件「1回5分」の加熱調理では、内部の細菌類は不活化されていなかったとする報告がある。

## バリエーション
主となる具材や、混ぜる材料によって様々な種類がある。余ったおかずの再利用としてコロッケの技法が活用されたものも多い。
ベースとなる具による区別
- 芋類を主たる具としたコロッケ
  - ポテトコロッケ - じゃがいもを使ったコロッケ。最も一般的なコロッケである。単にコロッケといえばポテトコロッケを指す
  - サツマイモコロッケ（蒸かしたサツマイモ）
  - さといもコロッケ（神奈川県津久井郡、埼玉県狭山市の名産にもなっている）
  - 沖縄県で主に作られる紅芋コロッケや田芋コロッケもある

- ポテトサラダコロッケ - ポテトサラダを具にしたもの
- カボチャコロッケ - カボチャの煮付けを主たる具としたもの
- おからコロッケ - おからの炒り付けを具にしたもの。似たものとして、ご当地グルメの埼玉県行田市のゼリーフライがある（パン粉は使わず、素揚げしたもの）
- 豆腐コロッケ - 豆腐をベースとしたもの
- メンチコロッケ - 挽肉とタマネギを炒めたものを主たる具としたもの
- クリームコロッケ - ホワイトソースを使ったもので、カニ、エビ、コーンなどの具を用いる
- ライスコロッケ - 米飯やリゾットを用いたもの イタリア料理のアランチーニが有名
- 魚ロッケ・魚カツ - 魚肉を用いたもの

ベースに加える具による区別
- ミートコロッケ - 挽肉とタマネギを炒めたものを混ぜたもの
- エッグコロッケ - 刻んだゆで卵を混ぜたもの
- チーズコロッケ - チーズを混ぜ込んだもの
- ツナコロッケ - （缶詰の）マグロを混ぜ込んだもの
- 野菜コロッケ - ミックスベジタブル（グリーンピース、ニンジン、コーン）などの野菜入り
- カレーコロッケ - カレー粉で味付けをする、あるいは残ったカレーの再利用
- 肉じゃがコロッケ - 肉じゃがの再利用として生まれた 醤油と味醂の甘辛い下味が付いている
- 枝豆コロッケ - 枝豆をポテトコロッケに混ぜる、あるいは枝豆を潰して主たる具としたもの
- 納豆コロッケ - 納豆をポテトコロッケに混ぜる、あるいは納豆を粒のまま主たる具としたもの
- ひじきコロッケ - ひじきを混ぜ込んだもの
- グラタンコロッケ（グラコロ） - マカロニ入りベシャメルソースを具としたもの
- 春雨コロッケ - 春雨を混ぜ込んだもの。かつては箱根そばのコロッケそばにも使われていた
- 明太子コロッケ - 辛子明太子の卵を混ぜ込んだもの。九州など西日本を中心に点在

形状による区別
- スコップコロッケ - 具材を丸めて成形したり、揚げたりせず、グラタン皿など耐熱性の皿に全て入れて焼いたもの

## 冷凍食品
コロッケは日本で売られている冷凍食品の中では最も多く生産されている。油揚げのみで簡単に調理可能な下ごしらえ済みのコロッケを冷凍したものであり、解凍せずに油揚げ調理すると表面と深部の温度差によって具が噴出する場合がある。
近年では揚げ物の健康面を考慮する消費者が多くなったことから、揚げずにオイルスプレーで油をかけ、オーブントースターやオーブンで焼き上げたり電子レンジで温めたりすることによって調理が完了するといった、揚げ油が不要な冷凍コロッケも開発されている。

## コロッケに関する文化
『食道樂』秋の巻
小説家の村井弦斎が1903年（明治36年）に発表した当時の大ベストセラー。コロッケのレシピが掲載されている:154。愛知県犬山市の博物館明治村では、このレシピに基づいた「コロツケー」を村内で販売している。
コロッケの唄
1917年（大正6年）に大流行した、益田太郎冠者作詞の笑劇『ドッチャダンネ』内の楽曲。大正当時の世相を風刺したコミックソングであり、この時代のコロッケの普及が窺われる。
コロッケの唄
1962年（昭和37年）に作詞作曲: 浜口庫之助、歌: 五月みどりで発売されたが、歌詞の一部に差別的表現を含むとクレームがついて発売禁止となった。その後2003年（平成15年）に歌詞の一部を書き換え、宮本光雄編曲により再発売された。
お料理行進曲
アニメ『キテレツ大百科』のオープニングソング。歌詞の1番の内容がコロッケの調理方法である。
世界一大きいコロッケ
北海道厚沢部町は、町内にあった道立試験場で初めてメークインが試作されたことを記念し、毎年開催される「あっさぶふるさと夏祭り」にてジャンボコロッケが揚げられる。2010年7月12日、静岡県三島市のイベントで直径2m55cmのコロッケが揚げられて記録が更新されると、すぐさま同月24日に直径3m08cmのコロッケを揚げて世界記録を奪還した。また、厚沢部町ではギネス世界記録の重量部門（会場内で完食することを条件とする）においても、2007年にオランダで作られた225.8kgを上回る279kgを2022年7月23日に達成し、その場でギネス社の公式認定員により世界記録として認定された。
台風コロッケ
インターネット掲示板2ちゃんねるを発祥として広まった、台風が接近または上陸しているときにコロッケを食べるという文化。2001年夏に発端となる書き込みがあってからの数年間は、2ちゃんねらーの間でのみ行われるインターネットミームであったが、2010年代以降、一部の小売店などでも台風の日にコロッケを特売にするなど広まりつつある。